# Joseph Merrick
Joseph Carey Merrick, född 5 augusti 1862 i Leicester, död 11 april 1890 i London, ibland felaktigt kallad John Merrick, var en brittisk man med kraftiga missbildningar. Han blev känd som Elefantmannen i Storbritannien under slutet av 1800-talet, på grund av sin kraftigt deformerade kropp som troligen var resultat av Proteussyndromet.
Han arbetade som "professionellt missfoster" på en cirkus. Där mötte han Frederick Treves som till slut fick in honom på London Hospital.
Merrick avled den 11 april 1890 i sömnen på sjukhuset. Man tror att han försökte sova som en "vanlig" person, men vikten av hans huvud knäckte hans nacke.

## Biografi
Merrick föddes i Leicester den 5 augusti 1862. Föräldrar var Mary Jane (född Potterton) och Joseph Rockley Merrick. Senare fick de ytterligare två söner och en dotter. I en broschyr, som fanns att läsa på freakshowen, stod det att Merricks missbildningar började efter att han var 28 månader gammal. Men senare vid 5 års ålder blev det värre.  Hans mor dog när han var elva år gammal. Fadern gifte om sig, men styvmodern ville inte veta av det missbildade barnet utan tvingade honom att söka jobb för att dra in pengar till hushållet. Vid 13 års ålder fick han arbete på en cigarrfabrik, men tre år senare hade hans högra hand blivit så missbildad att han blev tvungen att sluta. I hemmet blev han utsatt för både fysisk och psykisk misshandel. Han försökte utan framgång att arbeta som sybehörsförsäljare vilket ledde till att han ofta blev förföljd och retad av traktens barn. När Merrick inte längre stod ut med styvmoderns hårda behandling rymde han hemifrån. Hans farbror Charles Merrick erbjöd honom bostad i ett par år, men när Joseph fick sin försäljarlicens indragen hade farbrodern inte längre möjlighet att ta hand om både sin brorson och sina egna barn. För Joseph återstod bara ett alternativ: i december 1879 flyttade han in i Leicesters fattighus där han stannade i fyra år. 1882 genomgick han en operation på ett sjukhus då en missbildning runt hans mun gjorde det svårt för honom att äta och tala.
Efter att två gånger ha blivit avvisad från arbetsförmedlingen i Leicester fick han den 29 augusti 1884 arbete som en sidoattraktion på en freakshow. Han behandlades relativt väl och tjänade tillräckligt bra. När freakshowen var på turné i London träffade Merrick läkaren Frederick Treves för första gången. Många år senare skrev Treves i sina memoarer att han gav Merrick sitt visitkort innan de skildes åt, i händelse av att han någon gång skulle vilja vara med i en medicinsk undersökning. När freakshows förbjöds i Storbritannien 1886 reste Merrick till Belgien för att söka arbete, men väl där blev han rånad på alla sina besparingar och övergiven av sin manager.
Efter att ha tagit sig tillbaka till London (och orsakat panik på Liverpool Streets järnvägsstation) fick han hjälp av polisen som hittade Treves visitkort och ringde upp denne. Vid den här tiden hade Merrick drabbats av svår lunginflammation och hans missbildningar hade blivit allt mer hämmande vilket gjorde att han hade svårt att prata normalt. Som läkare på London Hospital lyckades Treves få honom inskriven permanent. För första gången på många år kände Merrick sig trygg.
Han blev något av en kändis i det viktorianska samhället, med kändisar som hela tiden ville träffa honom. Alexandra, då Prinsessa av Wales och senare drottning, var en av dem som blev god vän med Merrick. En annan vän var Charles Taylor - son till en av de ingenjörer som modifierat Merricks rum så att det skulle passa hans behov - som ibland kom på besök för att spela fiol. Treves skrev senare att Merrick önskade bli förflyttad till avdelningen för blinda så han kunde träffa en kvinna som inte skulle bli rädd för honom utan skulle kunna älska honom. På senare år fann han en del tröst i att skriva. Han skrev både poesi och prosa. En annan av hans favoritsysselsättningar var att bygga modeller av bland annat kyrkor.
Sommaren 1887 tillbringade han några veckor på gården Fawsley Hall i Northamptonshire. Några åtgärder fick vidtas för resan dit, de fick till exempel ha gardinerna fördragna på vagnen för att de inte skulle dra till sig uppmärksamhet. Han uppskattade vistelsen, han fick många nya vänner och han brukade gå och samla vilda blommor för att ta med sig tillbaka till London. Han reste dit igen 1888 och 1889. Hans vistelse bekostades av sjukhuset fram till hans död vid 27 års ålder, den 11 april 1890. Han avled av kvävning medan han sov och fallet sågs som en ren olyckshändelse.
Merricks konserverade skelett har visats upp på Royal London Hospital men det ligger numera i källaren som är stängd för allmänheten. Det finns dock ett litet museum koncentrerat på hans liv och som har några av hans personliga ägodelar.

## Medicinska undersökningar

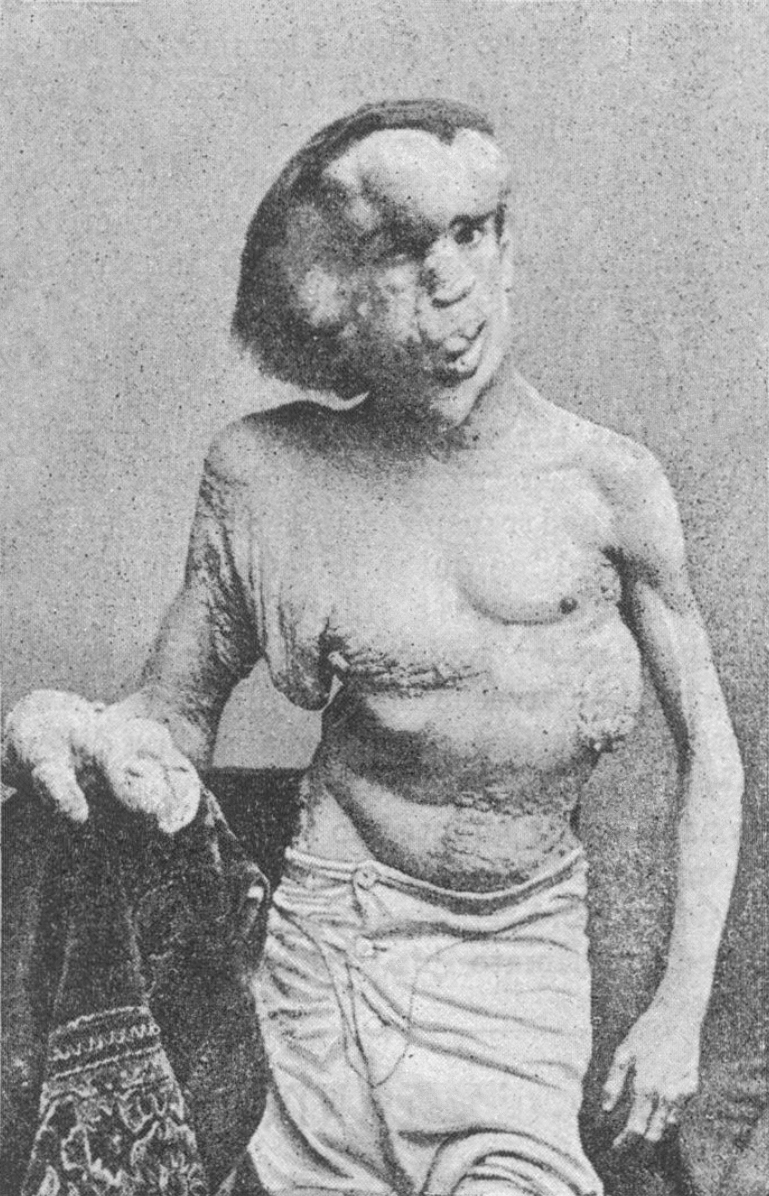
Joseph Merrick

Först antogs det att Joseph Merrick led av elefantiasis. 1971 föreslog antropologen Ashley Montagu i sin bok The Elephant Man: A Study in Human Dignity att Merrick led av neurofibromatos 1, en genetisk störning också känd som von Recklinghausens syndrom. Den sjukdomen är fortfarande starkt allmänt förknippad med Merrick[källa behövs]. 1986 antogs det att Merrick egentligen led av Proteus syndrom (ett tillstånd som identifierats av Michael Cohen sju år tidigare). Till skillnad från neurofibromatos 1 påverkar Proteus syndrom (döpt efter den formändrande guden Proteus) annat än bara nerverna och är mer sporadisk än genetiskt nedärvd.
Merricks exakta diagnos är fortfarande inte fastställd. DNA-tester från hans hår och skelett gjorda 2003 har påvisat att han troligen led av Proteus syndrom och förmodligen även neurofibromatos 1.

## Familjen
Inte mycket är känt om Joseph Merricks familj. Han döptes efter sin far, Joseph Rockley Merrick (mars 1838–30 januari 1897), som föddes i Leicester av Sarah Rockley, tredje hustrun till Barnabis Merrick (23 augusti 1792–12 april 1856). Joseph Sr. gifte sig med – enligt rykten "krymplingen" – Mary Jane Potterton den 29 december 1861.
Joseph föddes den 5 augusti 1862 i Leicester och paret fick ytterligare tre barn: John Thomas (född 21 april 1864, dog av smittkoppor samma år), William Arthur (född 8 januari 1866, dog i scharlakansfeber 21 december 1870) och Marion Eliza (född 28 september 1867 med handikapp och dog den 19 mars 1891 till följd av myelitis och hjärnfel, eng. seizure).
Elefantmannen, filmen om Joseph Merrick som hade premiär den 3 oktober 1980, visar hur han talar uppskattande om modern Mary Jane: "She has the face of an angel". Han har ett litet kort på henne som han ser på ofta i filmen.
Mary Jane dog av lunginflammation den 19 maj 1873. Joseph gifte om sig med Emma Wood den 3 december 1874 och snart lyckades hon få sin make att skicka iväg Merrick.

## Felaktigt namn
Tidiga biografier om Merrick ger honom felaktigt namnet John, ett misstag som upprepats många gånger inklusive i filmen Elefantmannen. Felet uppstod och spreds p.g.a. att de flesta arbeten som rörde Elefantmannen (inkl. Ashley Montagus The Elephant Man: A Study in Human Dignity och Frederick Drimmers Very Special People) alla tog sin information från Frederick Treves memoarer som skrevs långt efter att Merrick dött. Treves förväxlade Merricks förnamn med John vilket gjorde att Montagu och Drimmer skrev namnet i god tro.
I ett tillägg i sin bok citerar Montagu ett dokument skrivet av läkaren F.C. Carr Gomm kort efter Merricks död, i vilket Gomm korrekt skriver Merricks förnamn som Joseph men Montagu förklarar detta som ett fel av Gomm. I pjäsen Elefantmannen heter han också John bortsett från när Gomm, också en karaktär i pjäsen, läser ur samma dokument som Montagu citerar och korrekt återger Elefantmannens namn som Joseph Merrick. I pjäsen ser Treves detta som ett fel och rättar Gomm genom att säga "John. John Merrick". Samma fel görs också i filmen From Hell från år 2001.

## I populärkulturen
Intresset för Merrick tog ny fart efter att Montagus bok publicerats. 1979 gjordes en Tony Award-belönad pjäs om honom, först med Philip Anglim och sedan David Bowie, och 1980 kom filmen Elefantmannen med Anthony Hopkins som Frederick Treves och John Hurt som Joseph Merrick. Den regisserades av David Lynch.
I mitten av 1980-talet påstås Michael Jackson ha försökt att köpa Merricks skelett av London Hospital Medical College. Enligt ett pressklipp från den 29 maj 1987 från Jacksons manager, Frank DiLeo, har sångaren "a high degree of respect for the memory of Merrick. He has read and studied all material about the Elephant Man, and did visit the hospital in London twice to view Merrick's remains. His fascination with the historical significance increased with each visit, along with hopes to add them to his collection of rare and unusual memorabilia at his California compound." Han sade vidare att Jackson inte hade några planer på att exploatera kvarlevorna för egen vinning utan bara ha dem som konst och antikviteter. Jacksons erbjudande om att betala en miljon dollar nekades dock. 1993, i en intervju på sitt Neverland Ranch, berättade Jackson för Oprah Winfrey att allt bara var "another stupid story. I love the story of the Elephant Man, he reminds me of me a lot, and I could relate to it, it made me cry because I saw myself in the story, but no I never asked for the... where am I going to put some bones? And why would I want some bones."
I musikvideon till "Leave Me Alone" (från filmen Moonwalker 1989) ses Michael Jackson dansa bredvid ett leranimerat skelett med elefanthuvud. Det var mest en parodi på sig själv, liksom andra delar i videon som beskrev hur han kände sig orättvist beskriven i pressen.
Merrick har nämnts i sånger av flera artister, till exempel Barenaked Ladies (i sången "If I Had a Million Dollars"), Mastodon (i sångerna "Elephant Man", "Joseph Merrick" och "Pendelous Skin"), Bigbang ("The Elephant Man"), Fall of Troy ("Wacko Jacko Steals the Elephant Man's Bones"), The Bloodhound Gang ("Why's Everybody Always Pickin' On Me?"), Buckethead ("The John Merrick Elephant Man Bones Explosion") och Webb Wilder ("The Olde Elephant Man").
Merrick har en liten roll i Alan Moores och Eddie Campbells roman From Hell och i filmen baserad på den. 
I filmkomedin The Tall Guy med Emma Thompson och Jeff Goldblum finns en musikal som är baserad på storyn om Merrick, med Goldblums rollfigur i titelrollen.
I romanen The Witches of Chiswick, av Robert Rankin, "avslöjas" det att Merrick är en hybrid med mänskligt och utomjordiskt DNA.